# Restaurația Meiji
Restaurarea Meiji (明治維新 Meiji Ishin?), cunoscută și ca Revoluția, Reforma sau Reînnoirea, a fost un lanț de evenimente, începând cu 1868, care au condus la lichidarea șogunatului și restaurarea conducerii imperiale în Japonia. Restaurarea a dus la schimbări enorme în Japonia asupra structurilor politice și sociale de la sfârșitul perioadei Edo (adesea numit Șogunatul târziu Tokugawa) și începutul perioadei Meiji. Imediat după Restaurarea Meiji, șintoismul a devenit religia oficială a Japoniei, iar în 1868 îmbinarea acestuia cu budismul a fost scoasă în afara legii. 
În februarie 1867, împăratul Kōmei moare, urmându-i la tron fiul său Mutsuhito (Meiji), în vârstă de numai 15 ani. Tânărul monarh avea sprijinul forțelor militare ale provinciilor Satsuma și Tosa. Shogunul Tokugawa Yoshinobu (ian. 1867 - nov. 1867) ajunsese, practic, lipsit de orice sprijin armat, fapt pentru care, pe data de 8 noiembrie 1867, a renunțat la funcțiile sale. După abdicare, acesta nu și-a făcut seppuku, așa cum ar fi cerut tradiția, ci a trăit un timp în obscuritate, și mai târziu a fost primit la curtea imperială. Liderul forțelor imperiale, Saigo Takamori, și liderul forțelor shogunale, Katsu Kaishu, s-au întâlnit și au discutat predarea pașnică a puterii.
Cu toate că shogunul a acceptat restaurația și a retras trupele la Osaka, la sfârșitul lui ianuarie 1868, alte forțe Tokugawa au încearcat să recucerească Kyoto, dar au fost înfrânte de către forțele din provinciile Satsuma, Choshu și Tosa. Războiul Boshin, între anii 1867 și 1868 a dus la desființarea șogunatului. Bătălia finală s-a dat la Toba-Fushimi. Această bătălie practic a încheiat dominația familiei Tokugawa, cu toate că alte familii Tokugawa din nord au rezistat încă mult, iar flota din portul Hokkaido a rezistat până în anul 1869.
La 3 ianuarie 1868, Matsuhito a decretat preluarea puterii precum și abolirea regimului shogunatului. La 26 noiembrie 1868 împăratul și-a instalat curtea și reședința la Edo, oraș ce primește numele de Tokyo („Capitala de Est”). A început o nouă epocă în istoria Japoniei pe care împăratul Matsuhito, la cererea reformatorilor, a numit-o Meiji („guvernarea luminată”). Această eră s-a dorit a fi, în același timp, un continuum dar și o mare mutație socială și politică în societatea japoneză.
Japonia modernă a cultivat spiritul subordonării totale față de împărat și față de instituțiile de stat, elemente psihologice care în timpul imediat anterior celui de-al doilea război mondial au fost orientate spre formarea mentalității militariste, fanatice. De la restaurația Meiji și până la sfârșitul celui de-al doilea război mondial împăratul va fi conducătorul guvernului și al armatei.
În epoca Meiji împăratul era divinizat, iar după moartea acestuia în anul 1912, memoria lui a fost înconjurată de venerație. Matsuhito, deși a favorizat mai mult pe conservatori decât pe liberali, a fost și a rămas o personalitate marcantă și totodată un simbol. O trăsătură fundamentală a epocii pe care a ilustrat-o acesta a fost că el a jucat un rol pasiv, lăsând oamenii de stat să acționeze în numele său. Cele trei decenii de guvernare Meiji transformaseră Japonia într-un stat capitalist modern atât datorită propriilor eforturi, cât și împrejurărilor internaționale favorabile: marile puteri europene și Statele Unite fuseseră antrenate în conflicte interne și externe care le-au ținut departe de arhipelagul nipon.